# Michael Hierl
Michael Hierl (né le 25 septembre 1868 à Oberschleißheim et mort le 30 juillet 1933 à Nuremberg) est un homme politique allemand (SPD).

## Biographie
Après l'école élémentaire (1874-1881) et l'école du dimanche, Hierl apprend le métier de batteur d'or fin de 1882 à 1885 et exerce cette profession jusqu'en 1904. De 1904 à 1905, il est directeur général de l'association des métallurgistes de Dresde.
De 1889 à 1892, Hierl appartient au 13e régiment d'infanterie (de) d'Ingolstadt.
Hierl travaille pendant de nombreuses années dans l'administration municipale de Schwabach : de 1905 à 1908 en tant que représentant municipal, puis jusqu'en 1919 au moins comme magistrat. De 1908 à 1918, Hierl est membre du parlement de l'État de Bavière et de 1912 à 1918, il est député du Reichstag pour la 3e circonscription de Moyenne-Franconie (Ansbach-Schwabach).
De janvier 1919 à juin 1920, Hierl est finalement membre du SPD pour la 26e circonscription (district de Haute, Moyenne et Basse Franconie) à l'Assemblée nationale de Weimar.